# Greg Harris

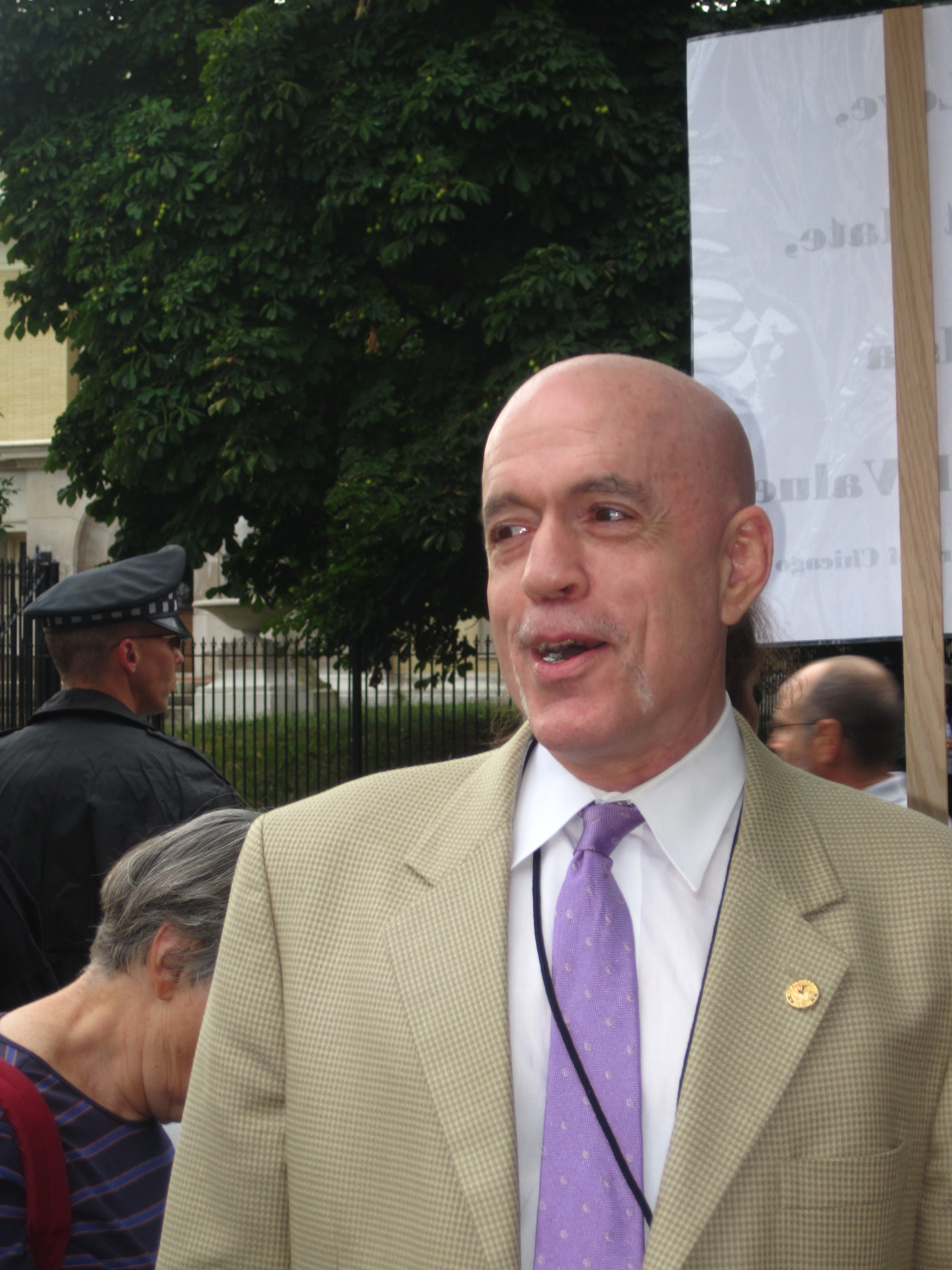
Greg Harris (2009)

Greg Harris (* 5. Juni 1955 in Denver, Colorado) ist ein US-amerikanischer Politiker.

## Leben
Harris ist Mitglied der Demokratischen Partei. Seit Januar 2007 ist Harris Abgeordneter im Repräsentantenhaus von Illinois. Sein Vorgänger als Abgeordneter im Wahlkreis war Larry McKeon. Harris ist als LGBT-Aktivist engagiert.